# HMS Bellerophon (1786)
HMS Bellerophon a Brit Királyi Haditengerészet Arrogant osztályú 74 ágyús sorhajója volt. 
A HMS Bellerophon részt vett több nagyobb tengeri ütközetben a francia forradalom és a napóleoni háborúk idején. 
1815. július 15. és október 15. között a HMS Bellerophon vitte a lemondatott Napóleon császárt és szűk kíséretét Szent Ilona szigetére.
1815-ben börtönhajóvá alakították, 1824-ben átnevezték Captivity névre. 

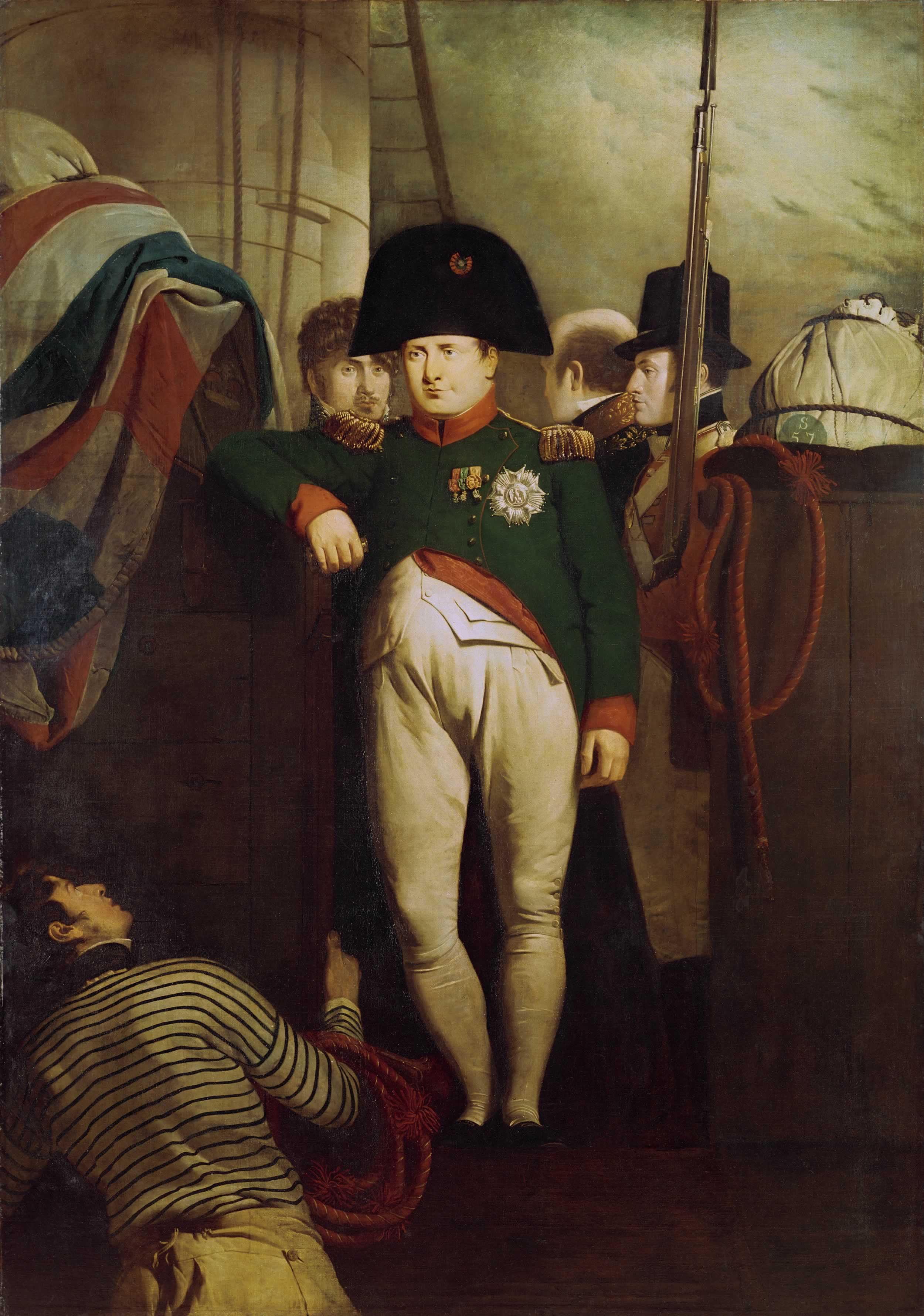
Napóleon a Bellerophon fedélzetén